# Life Is Strange
Life Is Strange é um jogo eletrônico episódico de aventura gráfica desenvolvido pelo estúdio francês Dontnod Entertainment e publicado pela Square Enix. É o primeiro título da franquia Life Is Strange e consiste em cinco episódios lançados periodicamente entre janeiro e outubro de 2015 para as plataformas Linux, Microsoft Windows, OS X, PlayStation 3, PlayStation 4, Xbox 360 e Xbox One. Em dezembro de 2017 foi lançado para as plataformas móveis iOS e janeiro de 2018 para Android.
Life Is Strange se passa na cidade fictícia de Arcadia Bay, Óregon, durante a semana de 7 de outubro de 2013. A história é contada na perspectiva de Maxine Caulfield, uma estudante de fotografia que descobre possuir a habilidade de voltar no tempo a qualquer momento, fazendo com que cada escolha sua crie um efeito borboleta. Ao prever a chegada de uma grande tempestade, Max assume a responsabilidade de impedir que sua cidade seja destruída. As ações do jogador ajustam a narrativa enquanto ela se desenrola. Missões secundárias e a realização de mudanças no ambiente representam formas de quebra-cabeças, com uma árvore de diálogos presente em conversas com outros personagens.
O desenvolvimento do jogo começou em abril de 2013. O jogo foi idealizado para lançamento em formato episódico tanto por razões financeiras como criativas. Os desenvolvedores realizaram uma pesquisa sobre os cenários ao viajarem para o Noroeste Pacífico e arquétipos conhecidos para criar os personagens. As respostas dos jogadores influenciaram os ajustes feitos nos episódios. A história e arco dos personagens servem como ponto central no jogo ao invés de uma aventura gráfica tradicional. As sessões de gravação de voz aconteceram em Los Angeles, Califórnia.
Durante o seu lançamento, Life Is Strange recebeu críticas favoráveis elogiando o desenvolvimento dos personagens, a mecânica de viagem no tempo e a abordagem sobre temas considerados tabus. Críticas negativas ao jogo incluíram as gírias utilizadas, a falha na sincronização labial em episódios anteriores e algumas inconsistências de tom na história. Life Is Strange vendeu o total de três milhões de cópias digitais em maio de 2017. Uma série digital baseada no jogo está sendo desenvolvida pela Legendary Digital Studios em parceria com a Square Enix. Uma prequela, intitulada Life Is Strange: Before the Storm, foi lançada em agosto de 2017, e uma sequência, Life Is Strange 2, em setembro de 2018.
Uma versão remasterizada do jogo intitulada Life Is Strange: Remastered Collection foi anunciada em 18 de março de 2021 e está programada para ser lançada no outono de 2021.

## Jogabilidade
Life Is Strange é uma aventura gráfica, jogada a partir de uma perspectiva em terceira pessoa. A mecânica de retrocesso no tempo habilita o jogador a refazer uma ação que já tenha sido executada. O jogador pode examinar e interagir com objetos, o que permite que ele resolva quebra-cabeças, geralmente em forma de missões para recuperar objetos ou fazendo alterações no ambiente de jogo. Os itens coletados antes da viagem no tempo são mantidos no inventário após a realização da própria.
O jogador pode explorar diversos locais na cidade fictícia de Arcadia Bay e se comunicar com os personagens não jogáveis. Os diálogos podem ser alterados voltando no tempo enquanto que opções de ramificação são apresentadas ao jogador. Assim que um evento é reiniciado, o jogador pode recorrer a detalhes fornecidos anteriormente. Em algumas instâncias, as escolhas de diálogo alteram e afetam a história em consequências de curto ou longo prazo. Para cada uma das escolhas, algo bom a curto prazo pode tornar-se ruim posteriormente.

## Enredo
Life Is Strange é ambientado na cidade fictícia de Arcadia Bay, Óregon, e é contado a partir da perspectiva de Maxine "Max" Caulfield (Hannah Telle), uma aluna da Blackwell Academy em outubro de 2013. Durante a aula de fotografia com seu professor Mark Jefferson (Derek Phillips), Max tem a visão de um farol sendo destruído por um tornado de grandes proporções. Depois de sair da sala de aula e ir até o banheiro para recuperar a compostura, ela testemunha o colega de classe Nathan Prescott (Nik Shriner) matar uma garota em um acesso de fúria. Em um único esforço repentino, ela desenvolve a capacidade de rebobinar o tempo e resgata a garota, revelada como sua amiga de infância Chloe Price (Ashly Burch). As duas se reúnem e vão dar um passeio no farol, onde Max revela a Chloe sua capacidade de viajar no tempo. Está estabelecido que a visão é a avaliação de um evento futuro: uma tempestade se aproximando da cidade. No dia seguinte, Max observa sua colega de classe Kate Marsh (Dayeanne Hutton) ser intimidada por um vídeo viral mostrando-a beijando vários alunos em uma festa.
Quando Max encontra Chloe no restaurante onde sua mãe Joyce (Cissy Jones) trabalha, elas decidem experimentar o poder de Max no esconderijo secreto de Chloe. No entanto, a tensão faz com que Max tenha uma hemorragia nasal e desmaie. Chloe a leva de volta a Blackwell, mas a aula é interrompida quando todos são chamados ao pátio. Kate comete suicídio pulando do telhado do dormitório das meninas. Max consegue retroceder e o tempo para inesperadamente quando ela chega a Kate, dando-a a oportunidade de convencê-la a descer. Max finalmente resolve descobrir o que aconteceu com a amiga desaparecida de Kate e Chloe, Rachel Amber. Max e Chloe invadem o escritório do diretor naquela noite para investigar e entrar na piscina para nadar antes de fugir de David Madsen (Don McManus), chefe de segurança de Blackwell e padrasto de Chloe, e fugindo de volta para a casa dela. Na manhã seguinte, entram no motorhome de Frank Bowers (Daniel Bonjour), traficante de drogas e amigo de Rachel, e descobrem que ela estava em um relacionamento com Frank e mentiram para Chloe sobre isso, fazendo com que esta parasse de se sentir traída. Max retorna ao seu dormitório e examina uma foto de infância dela e de Chloe, mas de repente é transportada para o dia em que a foto foi tirada. Max impede que o pai de Chloe, William (Joe Ochman), morra em uma colisão de trânsito, que inadvertidamente cria uma realidade alternativa onde William está vivo, mas Chloe ficou paralisada do pescoço para baixo como resultado de uma colisão em seu próprio carro.
Max usa a foto para desfazer sua decisão e retornar aos dias atuais, restaurando a saúde de Chloe. Continuando sua investigação, elas obtêm pistas que as levam a um celeiro abandonado da influente família Prescott. Elas descobrem um bunker escondido contendo fotos de Kate e Rachel amarradas e intoxicadas, com Rachel sendo enterrada no esconderijo secreto de Chloe. Ambas correm de volta para o ferro-velho e encontram o túmulo de Rachel, para o desespero de Chloe. Max segue Chloe na festa da escola para confrontar Nathan, acreditando que ele terá como alvo a aluna Victoria Chase (Dani Knights). Elas recebem um texto de Nathan ameaçando destruir as evidências, e acabam voltando ao ferro-velho. De repente, os dois são emboscados por Jefferson, que anestesia Max e mata Chloe com um tiro na cabeça. Max é sequestrada e mantida em cativeiro na "sala escura", um lugar onde Jefferson tem drogado e fotografado garotas para capturar sua inocência. Jefferson também revela que ele levou Nathan como um estudante pessoal, mas o matou antes de sequestrar Max devido a ele ter ocasionado uma overdose em Rachel quando tentou imitar o trabalho de Jefferson, e pretende fazer o mesmo com Max depois que tiver as fotos que quer. Max escapa por meio de uma fotografia e volta ao início na aula de Jefferson. Ela alerta David, que leva Jefferson (e Nathan) preso.
Max ganha a oportunidade de viajar até São Francisco e ter uma de suas fotos exibidas em uma galeria de arte. Ela liga para Chloe do evento, percebendo que, apesar de todo o seu esforço, a tempestade atingiu Arcadia Bay. Acaba por viajar de volta ao tempo em que ela tirou a foto da galeria, o que eventualmente a leva a perambular por realidades alternativas enquanto elas se transformam em um pesadelo de sonhos. Max e Chloe finalmente retornam ao farol e confrontam o fato de Max ter trazido a tempestade para salvar Chloe de ser baleada por Nathan no começo da semana. A única maneira de impedir isso é que Max volte àquele momento através de uma foto que ela tirou e permita que sua amiga seja morta por Nathan. Max deve fazer uma escolha: sacrificar a vida de Chloe para salvar Arcadia Bay ou sacrificar Arcadia Bay para poupar Chloe.

## Desenvolvimento

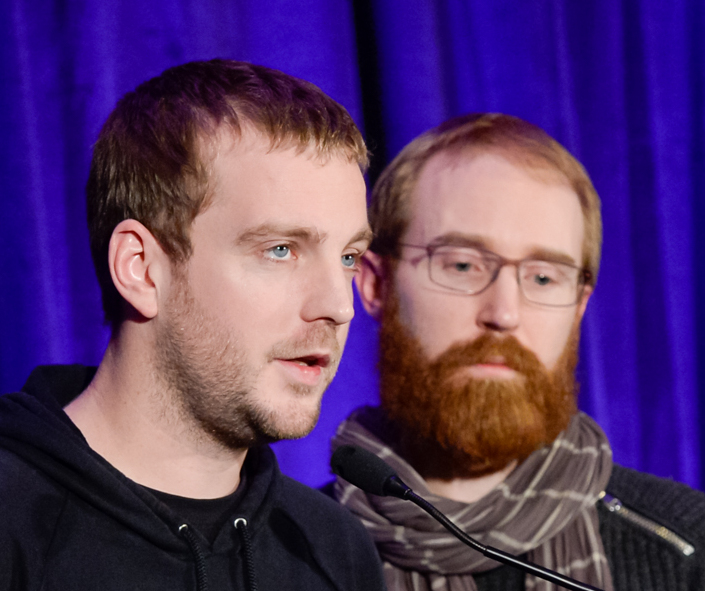
Os co-diretores do jogo Raoul Barbet e Michel Koch presentes na Game Developers Conference em 2016

Life Is Strange foi o segundo título da Dontnod Entertainment estrelado por uma protagonista feminina (o primeiro sendo Remember Me). Foi divulgado em um diário do desenvolvedor que, como era o seu primeiro projeto as publicadoras em potencial fizeram esforços para ter um protagonista masculino no lugar. O CEO da Dontnod, Oskar Guilbert, também desafiou a ideia no começo. A Square Enix foi a única publicadora que não tinha a intenção de mudar o protagonista. O co-fundador da Dontnod, Jean Maxime Moris, trouxe a controvérsia do Gamergate no mesmo contexto como um exemplo de "um grande debate para se ter", mas colocando ênfase de que eles não estavam usando o problema para se destacarem do resto.
O desenvolvimento de Life Is Strange foi iniciado em abril de 2013 com uma equipe de 15 pessoas, que se expandiu uma vez que colaborações com a Square Enix começaram. Dontnod disse à Square Enix sobre Life Is Strange apenas depois que esta recusou-se a financiar um jogo maior. Antes de assinar com a Square, Life Is Strange era imaginado como um jogo completo que a Dontnod publicaria por conta própria. No entanto, a editora supôs que seria mais bem-sucedido como um título episódico. O codinome original era "What If" mas depois foi renomeado para distinguir-se do filme de mesmo nome. O jogo nasceu da ideia da mecânica de retrocesso do tempo, que o desenvolvedor já tinha experimentado com seu último jogo Remember Me. A personagem principal Max foi criada com a capacidade de voltar no tempo para completar este mecanismo. O formato episódico foi escolhido pelo estúdio por razões criativas, restrições financeiras e fins de marketing, permitindo-lhes contar a história em um ritmo lento. O Noroeste Pacífico foi escolhido como cenário com o propósito de transmitir uma sensação nostálgica e outonal para o jogo. A equipe de desenvolvimento visitou a região, tiraram fotografias, olharam os jornais locais e usaram o Google Street View para garantir que o ambiente fosse retratado com precisão.
Desde o início foi decidido que a maior parte do orçamento seria gasto com o roteiro e os dubladores. A história original foi escrita em francês por Jean-Luc Cano, e convertido em um script do jogo pelos co-diretores e equipe de design. Posteriormente, foi entregue a Christian Divino e Jean-Luc Cano para ser traduzido para o inglês. A história e o desenvolvimento dos personagens foram destacados sobre os quebra cabeças point-and-click, fazendo com que as escolhas e consequências se tornassem essencial em como a narrativa se desenrola. Hannah Telle fez o teste para Max Caulfield em julho de 2014, Ashly Burch fez o teste para Max e Chloe Price ficando encarregada da dublagem de Chloe. As sessões de gravação foram feitas em Los Angeles, Califórnia, com o desenvolvedor francês trazido via Skype.
Embora o jogo mantenha diferenças significativas de Remember Me, aborda temas semelhantes de memória e identidade. Life Is Strange foi especificado como um olhar analógico na identidade humana em contraste com Remember Me, a visão digital do mesmo tema. Rodando em uma versão melhorada da Unreal Engine 3, que faz uso das ferramentas e efeitos especiais, como iluminação e profundidade de campo desenvolvidas para Remember Me, bem como os avanços posteriores. Os efeitos visuais como pós-processos, exposiçãoes duplas e sobreposição de partículas foram usados como uma abordagem artística para ser exibida enquanto o personagem principal retrocede o tempo. as texturas vistas no jogo foram totalmente pintados à mão, adaptado para conseguir o que o diretor de arte Michel Koch chamou de "renderização impressionista". Elementos foram ajustados com base nas respostas dos jogadores, com influências como The Walking Dead, Gone Home e Heavy Rain em mente. O romance The Catcher in the Rye foi uma fonte adicional de inspiração, cujo protagonista Holden Caulfield compartilha um sobrenome com Max, a personagem principal de Life Is Strange. Os personagens foram criados utilizando arquétipos conhecidos, em primeiro lugar para estabelecer um ponto de entrada para o jogador, e depois para subvertê-los. por uma questão de servir o realismo, os elementos sobrenaturais foram desenvolvidos como uma metáfora para o conflito interior dos personagens, e os peritos foram consultados para abordar o assunto de suicídio entre adolescentes.
A trilha sonora foi composta por Jonathan Morali da banda Syd Matters.  Inspirado pela música indie folk moderna,  a trilha sonora foi destinada a informar sobre a ambientação do jogo. A música contém uma mistura de faixas licenciadas e compostas, consideradas pelo diretor criativo da Dontnod Jean-Maxime Moris como "50% da experiência". artistas participantes incluem José González, Mogwai, Breton, Amanda Palmer, Brian Viglione, Bright Eyes, Message to Bears,  Local Natives, Syd Matters, Sparklehorse, Angus & Julia Stone, alt-J, Mud Flow e Foals.

## Lançamento
Square Enix e Dontnod anunciaram Life Is Strange em 11 de agosto de 2014. Os episódios foram lançado digitalmente no PC via Steam, PlayStation 3 e PlayStation 4 através da PlayStation Network e Xbox 360 e Xbox One via Xbox Live entre 30 de janeiro de 2015 e 20 outubro de 2015. em novembro de 2014, a editora manifestou interesse em ter cópias físicas do jogo, mas que no momento eles estavam 100% focados na distribuição digital. Um ano mais tarde, a edição de varejo foi prevista para ser lançada para o PC, PS4 e Xbox One na América do Norte em 19 de Janeiro de 2016 e na Europa em 22 de Janeiro de 2016; a edição limitada apresentou um artbook, a trilha sonora e os comentários do diretor.
A versão japonesa foi lançado para Microsoft Windows, PlayStation 3 e PlayStation 4 em 3 de março de 2016. A Feral Interactive foi encarregada da portabilidade de Life Is Strange para OS X, lançado em 16 de Junho de 2016, e Linux, lançado em 21 de julho de 2016. No mesmo dia, o primeiro episódio foi disponível gratuitamente para Linux, Windows, OS X, PS3, PS4, Xbox 360 e Xbox One. Life Is Strange foi incluído na PlayStation Plus no mês de junho de 2017. Foi lançado para iOS em 14 de dezembro de 2017 e para Android em julho de 2018, ambos portados pela Black Wing Foundation. No dia 18 de janeiro do ano de 2016, o jogo recebeu uma atualização onde recebeu legendas em português.

## Recepção
| Jogo                     | Metacritic                                          |
| ------------------------ | --------------------------------------------------- |
| Temporada Completa       | (PC) 83/100 (PS4) 85/100 (XONE) 85/100 (iOS) 83/100 |
| Episódio 1: Chrysalis    | (PC) 77/100 (PS4) 75/100 (XONE) 77/100              |
| Episódio 2: Out of Time  | (PC) 77/100 (PS4) 78/100 (XONE) 73/100              |
| Episódio 3: Chaos Theory | (PC) 80/100 (PS4) 81/100 (XONE) 80/100              |
| Episódio 4: Dark Room    | (PC) 76/100 (PS4) 81/100 (XONE) 74/100              |
| Episódio 5: Polarized    | (PC) 83/100 (PS4) 81/100 (XONE) 80/100              |

Life Is Strange recebeu críticas favoráveis, tendo conseguido uma pontuação no Metacritic de 85/100 no PlayStation 4 e Xbox One. Enquanto criticado por sua sincronização labial, e diálogo, os críticos elogiaram o desenvolvimento dos personagens e a mecânica de viagem no tempo, sugerindo que deveriam existir mais jogos como ele. O site Eurogamer elogiou dizendo que foi "um dos melhores jogos de história interativa desta geração" Hardcore Gamer declarou Life Is Strange um sucesso inesperado de 2015.
Kevin VanOrd da GameSpot chamou o Episódio 1: Chrysalis de "um Slice of life que funciona porque suas situações conseguem eloquentemente capturar um peculiar estado mental pré-faculdade", enquanto Kimberley Wallace do Game Informer  afirmou que ela achou a abordagem de "assuntos que são geralmente tabu para jogos" impressionantes. Brett Makedonski do Destructoid notou que a característica mais marcante do episódio era a exploração, tanto pessoal quanto extrapessoal". Mitch Dyer da IGN escreveu que a história acabou por ser obstruída pelo seu roteiro "risível" e "performances ruins". Em resposta ao Episódio 2: Out of Time, Megan Farokhmanesh da Polygon ecoou a visão de que a exploração pessoal teve um impacto considerável sobre o prazer do jogo. Outros críticos opinaram que o final foi um "ponto alto emocional" e que trouxe significado às escolhas de ambos os primeiro e segundo episódios. Escrevendo para USgamer, Mike Williams menosprezou o ritmo do segundo episódio como "mais lento e menos emocionante" do que o primeiro.

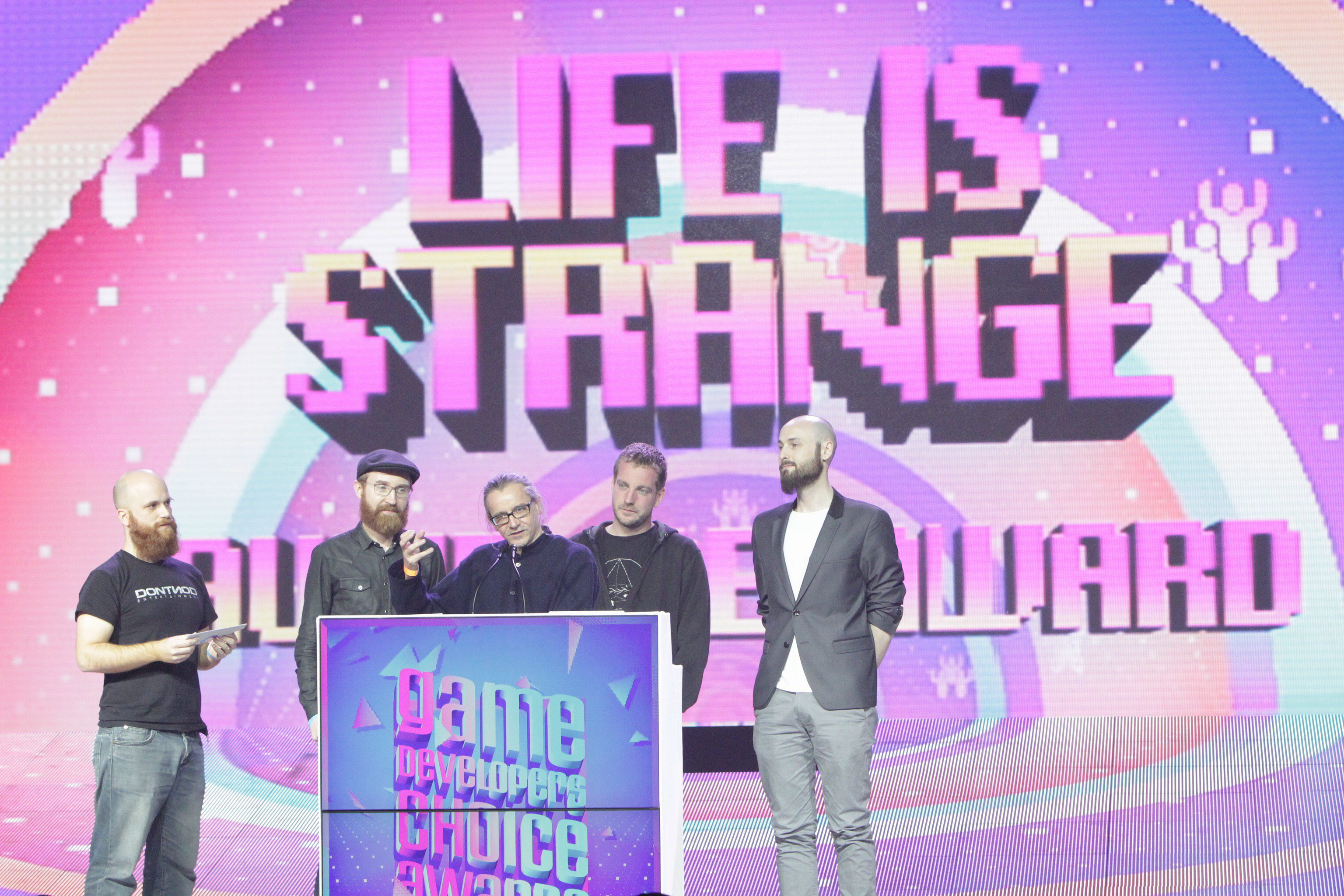
Os desenvolvedores aceitando o prêmio da audiência na 2016 Game Developers Choice Awards

O Episódio 3: Chaos Theory foi considerado por Adnan Riaz do Hardcore gamer como uma melhoria dramática que apresentou uma narrativa "emocionante, comovente, fascinante e sedutora" cujo resultado das decisões passadas também acrescentou um senso de realismo. Peter Paras da Game Revolution elogiou os personagens, especialmente o desenvolvimento de Chloe Price, a quem ele disse que "ela se apresentou como um personagem completamente formado". Apesar da Alexa Ray Corriea da GameSpot dizer que as missões de busca e entrega interferiram com a sua qualidade emocional, o episódio constrói um "cliffhanger mortal". Matt Liebl da GameZone considerou o Episódio 4: Dark Room como "facilmente o mais emocional" ele disse que o mistério de Rachel Amber tinha feito um "tremendo trabalho em manter-nos viciado". Tom Hoggins do The Telegraph considerou "audaciosa" a atitude dos desenvolvedores em abordarem temas como divisão social, bullying on-line, conflito parental e suicídio. As críticas foram direcionadas as "maneiras baratas" de progredir a trama, a inconsistência dos personagens e choque supérfluo resultando em problemas tonais, os quebra-cabeças e os relacionamentos do episódio foram dados uma aprovação maior. O episódio final, Polarized, foi parabenizado por ter oferecido uma "conclusão adequada" para a  história de Max Caulfield e o relacionamento entre os dois personagens principais foi igualmente observado como tendo sido realizada com sucesso. uma sequência de stealth presente no episódio foi descrita como "entediante" e "fora de lugar", enquanto outros aspectos que habitam o mesmo curso dos acontecimentos foram favorecidos. Os críticos ficaram essencialmente divididos sobre o final, citando o subtítulo do episódio como algo que espelhava seus próprios sentimentos em relação a ele.

### Vendas
O primeiro episódio ficou classificado em quinto lugar entre os melhores de venda do PlayStation 3 e PlayStation 4 no em fevereiro de 2015. Life Is Strange atingiu um milhão de vendas em julho de 2015, tendo acumulado mais de 1,2 milhão de jogadores únicos em todo o mundo. A edição de varejo ficou em sétimo lugar no top dez de jogos mais vendidos do Reino Unido para a semana que terminou em 23 de janeiro de 2016. Life Is Strange foi um dos 100 jogos mais vendidos no Steam em 2016.

### Prêmios
| Data | Prêmio                                         | Categoria                                              | Indicados                         | Resultado    | Ref.            |
| ---- | ---------------------------------------------- | ------------------------------------------------------ | --------------------------------- | ------------ | --------------- |
| 2015 | Develop Industry Excellence Awards             | Nova propriedade intelectual de jogo – PC/console      | Life Is Strange                   | Venceu       | [ 138 ]         |
| 2015 | Develop Industry Excellence Awards             | Uso da narrativa                                       | Life Is Strange                   | Venceu       | [ 138 ]         |
| 2015 | Golden Joystick Awards                         | Melhor Jogo Original                                   | Life Is Strange                   | Vice-campeão | [ 139 ]         |
| 2015 | Golden Joystick Awards                         | Melhor narrativa                                       | Life Is Strange                   | Vice-campeão | [ 139 ]         |
| 2015 | Golden Joystick Awards                         | Melhor Áudio                                           | Life Is Strange                   | Vice-campeão | [ 139 ]         |
| 2015 | Golden Joystick Awards                         | Melhor momento em jogo                                 | Salvando Kate                     | Terceiro     | [ 139 ]         |
| 2015 | Golden Joystick Awards                         | Performance do ano                                     | Ashly Burch como Chloe            | Venceu       | [ 139 ]         |
| 2015 | Golden Joystick Awards                         | Jogo do Ano                                            | Life Is Strange                   | Terceiro     | [ 139 ]         |
| 2015 | Global Game Awards                             | Melhor Aventura                                        | Life Is Strange – Episódio 1      | Venceu       | [ 140 ]         |
| 2015 | Global Game Awards                             | Melhor história                                        | Life Is Strange – Episódio 1      | Segundo      | [ 140 ]         |
| 2015 | Global Game Awards                             | Melhor jogo original                                   | Life Is Strange – Episódio 1      | Venceu       | [ 140 ]         |
| 2015 | Global Game Awards                             | Jogo do ano                                            | Life Is Strange – Episódio 1      | Segundo      | [ 140 ]         |
| 2015 | The Game Awards                                | Melhor narrativa                                       | Life Is Strange                   | Indicado     | [ 141 ]         |
| 2015 | The Game Awards                                | Melhor performance                                     | Ashly Burch como Chloe            | Indicado     | [ 141 ]         |
| 2015 | The Game Awards                                | Games for Change                                       | Life Is Strange                   | Venceu       | [ 141 ]         |
| 2015 | PlayStation Official Magazine                  | Melhor aventura episódica                              | Life Is Strange                   | Venceu       | [ 142 ]         |
| 2015 | PlayStation Official Magazine                  | Melhor momento                                         | Conclusão do Episódio 2           | Venceu       | [ 142 ]         |
| 2015 | Vice Canada's Top 20 video games of 2015       | Melhor jogo                                            | Life Is Strange                   | Quarto       | [ 143 ]         |
| 2015 | Vulture's Top 10 video games of 2015           | Melhor jogo                                            | Life Is Strange                   | Venceu       | [ 144 ]         |
| 2015 | Red Bull Games' Top 10 video games of 2015     | Melhor jogo                                            | Life Is Strange                   | Segundo      | [ 145 ]         |
| 2015 | Polygon's Games of the Year 2015               | Jogo do Ano                                            | Life Is Strange                   | Sétimo       | [ 146 ]         |
| 2015 | Destructoid's Best of 2015                     | Melhor jogo de Xbox One                                | Life Is Strange                   | Indicado     | [ 147 ] [ 148 ] |
| 2015 | Eurogamer's Top 10 video games of 2015         | Melhor jogo                                            | Life Is Strange                   | Décimo       | [ 149 ]         |
| 2015 | Ars Technica                                   | Melhor jogo                                            | Life Is Strange                   | Oitavo       | [ 150 ]         |
| 2015 | Giant Bomb                                     | Melhor momento ou sequência                            | Fim do Episódio 2                 | Vice-campeão | [ 151 ]         |
| 2016 | New Statesman's Top 10 video games of 2015     | Melhor jogo                                            | Life Is Strange                   | Venceu       | [ 152 ]         |
| 2016 | Hardcore Gamer's Best of 2015                  | Melhor jogo de aventura                                | Life Is Strange                   | Vice-campeão | [ 153 ]         |
| 2016 | PlayStation Blog's Best of 2015                | Melhor jogo de PS4                                     | Life Is Strange                   | Indicado     | [ 154 ] [ 155 ] |
| 2016 | PlayStation Blog's Best of 2015                | Melhor história                                        | Life Is Strange                   | Vice-campeão | [ 154 ] [ 155 ] |
| 2016 | PlayStation Blog's Best of 2015                | Melhor trilha sonora                                   | Life Is Strange                   | Vice-campeão | [ 154 ] [ 155 ] |
| 2016 | PlayStation Blog's Best of 2015                | Melhor lançamento exclusivamente digital               | Life Is Strange                   | Vice-campeão | [ 154 ] [ 155 ] |
| 2016 | D.I.C.E. Awards                                | Conquista grandiosa na direção do jogo                 | Life Is Strange                   | Indicado     | [ 156 ]         |
| 2016 | D.I.C.E. Awards                                | Aventura, jogo do Ano                                  | Life Is Strange                   | Indicado     | [ 156 ]         |
| 2016 | D.I.C.E. Awards                                | Conquista grandiosa de um personagem                   | Maxine Caulfield                  | Indicado     | [ 156 ]         |
| 2016 | Game Developers Choice Awards                  | Prêmio da audiência                                    | Life Is Strange                   | Venceu       | [ 157 ]         |
| 2016 | SXSW Gaming Awards                             | Excelência na narrativa                                | Life Is Strange                   | Indicado     | [ 158 ]         |
| 2016 | SXSW Gaming Awards                             | Nova propriedade intelectual Mais promissora           | Life Is Strange                   | Indicado     | [ 158 ]         |
| 2016 | SXSW Gaming Awards                             | Matthew Crump Cultural Innovation Award                | Life Is Strange                   | Indicado     | [ 158 ]         |
| 2016 | National Academy of Video Game Trade Reviewers | Direção de arte, contemporânea                         | Life Is Strange                   | Indicado     | [ 159 ]         |
| 2016 | National Academy of Video Game Trade Reviewers | design de personagem                                   | Life Is Strange                   | Venceu       | [ 159 ]         |
| 2016 | National Academy of Video Game Trade Reviewers | Direções em um Game Cinema                             | Life Is Strange                   | Indicado     | [ 159 ]         |
| 2016 | National Academy of Video Game Trade Reviewers | design de jogo, nova propriedade intelectual           | Life Is Strange                   | Indicado     | [ 159 ]         |
| 2016 | National Academy of Video Game Trade Reviewers | Light Mix Score original, nova propriedade intelectual | Life Is Strange                   | Venceu       | [ 159 ]         |
| 2016 | National Academy of Video Game Trade Reviewers | Música, original ou adaptada                           | Life Is Strange – "To All of You" | Venceu       | [ 159 ]         |
| 2016 | National Academy of Video Game Trade Reviewers | Coleção de músicas                                     | Life Is Strange                   | Indicado     | [ 159 ]         |
| 2016 | National Academy of Video Game Trade Reviewers | Escrita em drama                                       | Life Is Strange                   | Indicado     | [ 159 ]         |
| 2016 | National Academy of Video Game Trade Reviewers | Jogo, aventura original                                | Life Is Strange                   | Indicado     | [ 159 ]         |
| 2016 | British Academy Games Awards                   | Melhor jogo                                            | Life Is Strange                   | Indicado     | [ 160 ]         |
| 2016 | British Academy Games Awards                   | Inovação de jogo                                       | Life Is Strange                   | Indicado     | [ 160 ]         |
| 2016 | British Academy Games Awards                   | Propriedade original                                   | Life Is Strange                   | Indicado     | [ 160 ]         |
| 2016 | British Academy Games Awards                   | Executante                                             | Ashly Burch                       | Indicado     | [ 160 ]         |
| 2016 | British Academy Games Awards                   | História                                               | Life Is Strange                   | Venceu       | [ 160 ]         |
| 2016 | Peabody-Facebook Futures of Media Awards       | Excelência e inovação em narrativa digital             | Life Is Strange                   | Venceu       | [ 161 ]         |
| 2016 | The Games for Change Awards                    | Jogo do ano                                            | Life Is Strange                   | Venceu       | [ 162 ] [ 163 ] |
| 2016 | The Games for Change Awards                    | Maior impacto significativo                            | Life Is Strange                   | Venceu       | [ 162 ] [ 163 ] |
| 2016 | The Games for Change Awards                    | Melhor jogabilidade                                    | Life Is Strange                   | Indicado     | [ 162 ] [ 163 ] |
| 2016 | The Games for Change Awards                    | Mais inovador                                          | Life Is Strange                   | Indicado     | [ 162 ] [ 163 ] |
| 2016 | Japan Game Awards                              | Game Designer Awards                                   | Life Is Strange                   | Venceu       | [ 164 ]         |
| 2016 | Apple's Best of 2016                           | Jogo do ano                                            | Life Is Strange                   | Venceu       | [ 165 ]         |
| 2016 | Steam Awards                                   | "Eu Não Estou Chorando, Tem Algo no Meu Olho"          | Life Is Strange                   | Indicado     | [ 166 ] [ 167 ] |

## Legado
Após Life Is Strange ter alcançado grande sucesso financeiro e comercial, a Dontnod Entertainment começou a se tornar mais proeminente na indústria de jogos eletrônicos; pela primeira vez, as publicadoras poderiam seguir no estúdio, onde uma vez a própria Dontnod já teve que solicitá-las. O presidente do estúdio, Oskar Guilbert, admitiu que o jogo salvou as finanças de sua empresa após o fracasso comercial de Remember Me.
Em 2016, a Square Enix patrocinou o seu próprio concurso de fotografia chamado Everyday Heroes, inspirado no jogo, oferecendo uma bolsa de estudos no valor de 10 mil dólares para o vencedor. A Square Enix também coordenou a Parent Advocacy Coalition for Educational Rights (PACER) para apoiar uma iniciativa anti-bullying baseada em temas dentro do jogo.
Em julho de 2016 foi anunciado que a Legendary Digital Studios e Square Enix, em conjunto com a dj2 Entertainment, estariam adaptando Life Is Strange para uma série digital. A Legendary revelou que, no momento do anúncio, eles estavam reunindo-se com roteiristas para uma possível adaptação do jogo em uma série digital, que será situada em Arcadia Bay.
No dia 18 de maio de 2017, a Dontnod Entertainment confirmou que uma sequência do jogo, provisoriamente intitulada Life is Strange 2, estava em desenvolvimento. O jogo apresentará novos lugares e personagens. No início de junho de 2017, algumas imagens vazadas na internet indicaram que a desenvolvedora Deck Nine Games estava trabalhando em uma prequela de Life Is Strange. Mais tarde naquele mês, a Square Enix fez o anúncio oficial de Life Is Strange: Before the Storm, um jogo episódico dividido em três partes previsto para ser lançado em 31 de agosto de 2017 nas plataformas Microsoft Windows, PlayStation 4 e Xbox One. A história é focada na personagem Chole Price com dezesseis anos.
Um spin-off chamado The Awesome Adventures of Captain Spirit foi anunciado e lançado em junho de 2018. Life Is Strange 2 foi lançado em 27 de setembro de 2018, estrelando uma nova locação e personagens. Uma série de quadrinhos de quatro edições de mesmo nome, definida após o final "Sacrificar Arcadia Bay" do jogo, foi lançada pela Titan Comics em novembro de 2018. Foi escrito por Emma Vieceli, com arte interior e de capa por Claudia Leonardi e pinturas por Andrea Izzo. Square Enix também convidou a Titan Comics para produzir Life Is Strange: Welcome to Blackwell Academy, um livro sobre a Blackwell Academy escrito por Matt Forbeck.
Uma versão remasterizada do jogo foi anunciada em 18 de março de 2021 como parte da Life Is Strange: Remastered Collection. A desenvolvedora responsável pelo remaster é a Deck Nine Games. Ela pode ser adquirida como parte da Edição Definitiva de Life Is Strange: True Colors ou como um lançamento independente. A coleção incluirá visuais remasterizados, aprimoramento de animações de personagens e efeito de captura de movimentos faciais completa, bem como atualizações e melhorias na iluminação. Além disso, a coleção também inclui uma versão remasterizada do jogo Life Is Strange: Before the Storm e o seu conteúdo "Deluxe" já lançado junto com o episódio bônus "Farewell". A coleção remasterizada foi lançada em 1 de fevereiro de 2022 para PlayStation 4, Xbox One, PC e Google Stadia. Também foi anunciada uma versão para Nintendo Switch, porém adiada para uma data indefinida.